# Mercury (Nevada)
Mercury (Nevada) es una zona militar y ciudad cerrada situada en el Condado de Nye en el estado de Nevada a unos 8 km al norte de la Ruta 95 en un punto a 104 km al noroeste de Las Vegas. Está ubicada en el Campo de Pruebas de Nevada y fue construida por la Comisión de Energía Atómica para dar cabida al personal del Campo de Pruebas de Nevada y poder aportar un servicio integral a la zona de experimentación nuclear. El lugar específico era conocido como Jackass Flats, una cuenca aluvial localizada en la parte suroeste del Campo de Pruebas de Nevada y cercana al Área 400 del polígono de pruebas. A día de hoy, Mercury está controlado por el Departamento de Energía de Estados Unidos. Como parte de la zona de pruebas, el pequeño pueblo no está a disposición del público en general. Se le dio el nombre de Mercury por las minas de mercurio que florecieron en torno a las inmediaciones un siglo antes de que la ciudad fuera estatuida. Se desconoce la actual tasa de población de Mercury.

## Historia
Mercury empezó a utilizarse como un campamento de tipo militar, y de ahí el nombre Base Camp Mercury (Campamento Base de Mercury), se creó para brindar y ofrecer unas instalaciones más a disposición para el personal involucrado durante el comienzo de las operaciones en el Campo de Pruebas de Nevada durante la década de 1950. Como el ámbito y alcance del programa de experimentación fue expandiéndose, fue necesario un aumento del personal para que se pudiera cumplir con el cometido de las instalaciones, la fecha de inicio fue en 1951 y fue entonces cuando se puso en marcha un proyecto de construcción con un coste aproximado de unos 6,7 millones de dólares, dicho proyecto se llevó a cabo para proporcionar viviendas autónomas, estructuras de oficina ligeras y adaptables con un diseño de planificación urbana pero de estilo civil. Con la adquisición de una oficina de correos a tiempo completo a mediados de la década de 1950, el Campamento Base de Mercury pasó a denominarse oficialmente como Mercury (Nevada).
En 1957, la Marina de Estados Unidos lanzó nueve cohetes sonda atmosféricos para medir los niveles de radiación nuclear y otros variados datos meteorológicos y atmosféricos, utilizando Mercury como un área de almacenamiento temporal. El Laboratorio de Defensa Naval Radiológico proyectó su primer vuelo de pruebas en 1956, este cohete experimental ascendió con un peso de 13,6 kg hasta una altura de 40km.
A comienzos de 1960 la población de la ciudad había aumentado en más de 10.000, por lo que se encomendaron otros trabajos de construcción para mejorar el grado de permanencia de arquitectura de la pequeña ciudad. Construyeron una escuela y se añadieron numerosas zonas comerciales e instalaciones de recreo, incluyendo una sala de cine, una bolera, una sala de recreativos, así como una clínica de salud, biblioteca, una zona de alojamiento y hospedaje (el "Atomic Motel" podría ser el ejemplo más destacado), una capilla no confesional con un grupo de capellanes, una estación de servicio con un taller y una estación de autobús. En 1962 se construyó el Aeródromo de Desert Rock por la visita que hizo el presidente John F. Kennedy el 8 de diciembre.
La pequeña ciudad prosperó hasta 1992, cuando todas las pruebas nucleares "subcríticas" dieron por finalizadas en el Campo de Pruebas de Nevada, como resultado de un Tratado de Prohibición Completa de los Ensayos Nucleares (a pesar de que los Estados Unidos aún no lo habían firmado o ratificado). El número de habitantes se redujo drásticamente poco después, dejando la mayor parte de las instalaciones abandonadas. Un equipo de científicos y militares permanecieron en Mercury realizando  pruebas e investigaciones limitadas. La mayor parte de las amenidades y servicios habían cerrado y la ciudad se ha convertido en una sombra de lo que fue, aunque sigue habiendo un bar comedor y un gimnasio. La tasa de población actual se desconoce aunque fluctúa. El último censo que se realizó registró cerca de unos 500 habitantes.

## Geografía
Mercury se encuentra ubicado en las coordenadas 36°39′36″N 115°59′35″O / 36.66000, -115.99306.